# Cselley Mühle

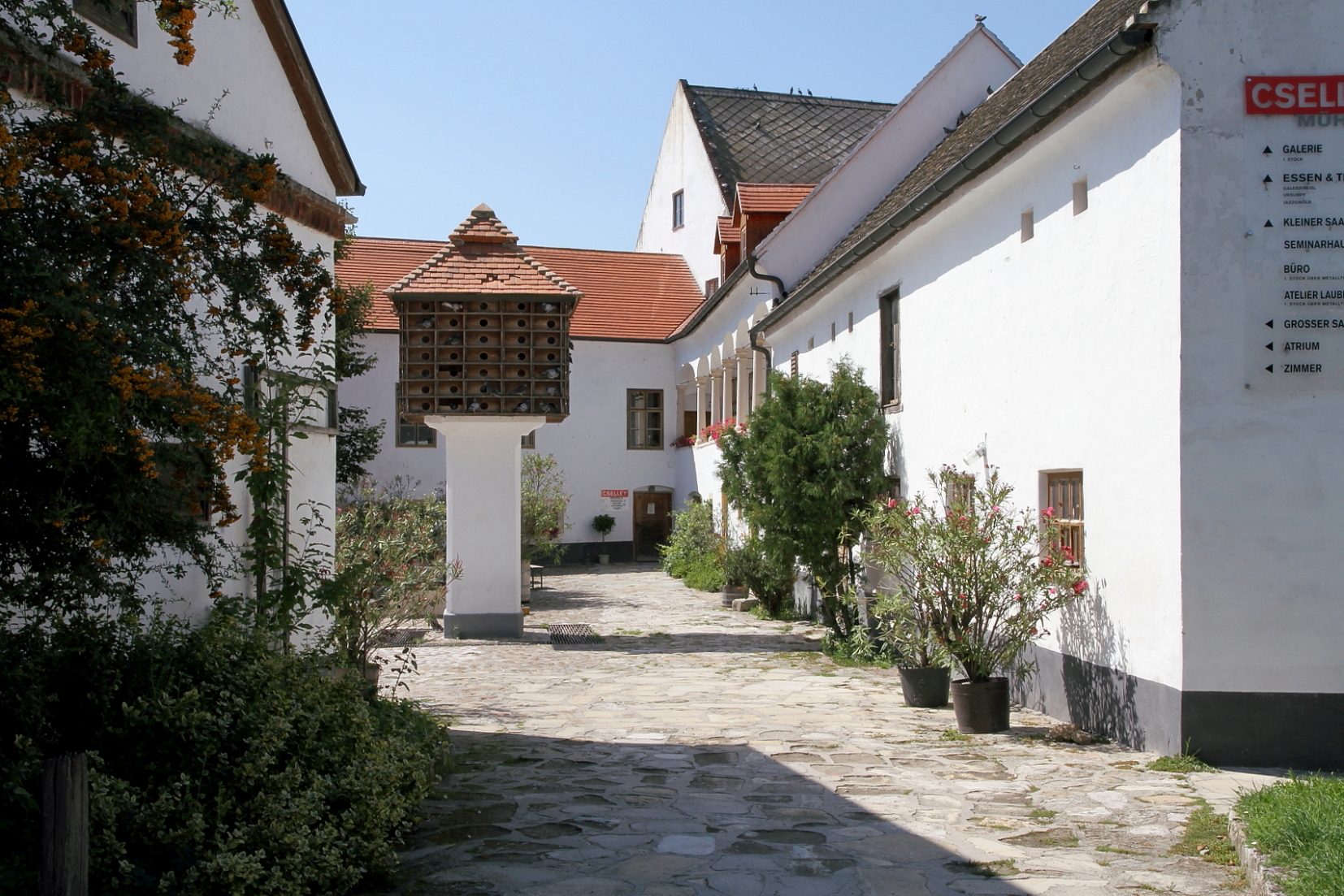
Cselley Mühle

Die Cselley Mühle ist eine ehemalige Mühle und heutiges Kultur- und Aktionszentrum in der Gemeinde Oslip im burgenländischen Bezirk Eisenstadt-Umgebung. Das Bauwerk steht unter Denkmalschutz.

## Geschichte
Eine Mühle, die dem Minoritenkloster in Eisenstadt gehört, wird erstmals 1515 genannt. Im 19. Jahrhundert erwarb Paul Weletits aus St. Margarethen die Mühle. Die Witwe seines Enkels heiratete Karl Cselley, deren Nachkommen sie bis in die 1960er betrieben.
Der Keramiker Robert Schneider (1950–2019) und der Maler Sepp Laubner (1949–2020) eröffneten 1976 in der Mühle das Aktionszentrum Cselley-Mühle, das seither für Kunstaktionen und Veranstaltungen aller Art genutzt wird. Für Aufsehen sorgte bei der Eröffnung die Aussage des damaligen Unterrichtsminister Fred Sinowatz: „Ich weiß nicht, was ich eröffne, aber ich eröffne es.“
Am 20./21. August 1977 fand am Gelände der Mühle ein legendäres Popfestival mit Hot Chocolate vor 5000–7000 Besuchern statt.
Im März 2021 wurde der Verkauf der Mühle an die M. Müller Privatstiftung bekannt. Stifter der Privatstiftung ist Mario Müller, der ehemalige Eigentümer des Familyparks. Zum künstlerischen Leiter wurde der Fotograf Lukas Hüller ernannt. Die Umbauarbeiten wurden durch COVID-19-Pandemie und Ukraine-Krieg verzögert und sollen bis Frühjahr 2023 abgeschlossen werden. Ab Oktober 2022 finden Veranstaltungen unter neuem Eigentümer und künstlerischem Leiter statt.
Mittlerweile heißt die Stätte "Csello", bietet neben einem Restaurant und Übernachtungsmöglichkeiten auch kulturelle Veranstaltungen. Der englische Künstler Nick Treadwell (geboren 1937, eröffnete 1965 eine Galerie in London, zog im Jahr 1999 nach Aigen-Schlägl, 2016 nach Wien, lebt seit 2022/2023 in der ehemaligen Cselley-Mühle, sein Markenzeichen ist die exzessive Verwendung der Farbe rosa) betreibt hier die "Treadwell’s Art Mill".

## Architektur
Die Cselley Mühle ist eine ummauerte Gebäudegruppe nördlich des Ortes. Am Obergeschoß des Wohngebäudes ist hofseitig ein achtachsiger Arkadengang mit schlanken Säulen. Im Hof befindet sich ein bemerkenswerter Taubenschlag auf einem Steinpfeiler. Er wurde unter anderem 1976 restauriert.